# Ивашковичи (посёлок, Гомельская область)
Ивашковичи (бел. Івашкавічы) — посёлок в Копаткевичском сельсовете Петриковского района Гомельской области Беларуси.

## География

### Расположение
В 31 км на северо-восток от Петрикова, 14 км от железнодорожной станции Птичь (Лунинец — Калинковичи), 171 км от Гомеля.

### Гидрография
На реке Птичь (приток реки Припять).

## Транспортная сеть
Рядом автодорога Копаткевичи — Птичь. Планировка состоит из прямолинейной широтной улицы, застроенной двусторонне деревянными усадьбами.

## История
Основан в начале 1920-х годов переселенцами из соседних деревень на бывших помещичьих землях. В 1931 году жители вступили в колхоз. В составе совхоза «Копаткевичи» (центр — городской посёлок Копаткевичи).

## Население

### Численность
- 2004 год — 26 хозяйств, 41 житель.

### Динамика
- 2004 год — 26 хозяйств, 41 житель.